# Cuevas Schmerling
Las Cuevas Schmerling (también conocidas como Grottes d'Engis, que significa Cuevas Engis) es un grupo de cuevas en la orilla derecha del Awirs, cercano el pueblo de Awirs en Flémalle, Bélgica. Las cuevas destacan por el hallazgo de fósiles, particularmente de homininos. Fueron exploradas en 1829 por Philippe-Charles Schmerling, quién descubrió, en la cueva más baja, los restos de dos individuos; uno de ellos, ahora conocido como Engis 2, es el fósil de un neandertal; el otro es un Homo sapiens del Neolítico. También conocido como Trô Cwaheur o Trou Caheur, esta cueva más baja desde entonces fue colapsada. Una tercera cueva fue destruida debido a trabajo en la cantera adyacente, el Ancienne Carrière des Awirs.
Las cuevas han sido clasificadas en la lista de Herencia Cultural de Wallonia desde 1978, así como Herencia Excepcional Cultural de Wallonia desde 2013, debido al fósil neandertal.

## Nombre, ubicación, y descubrimientos

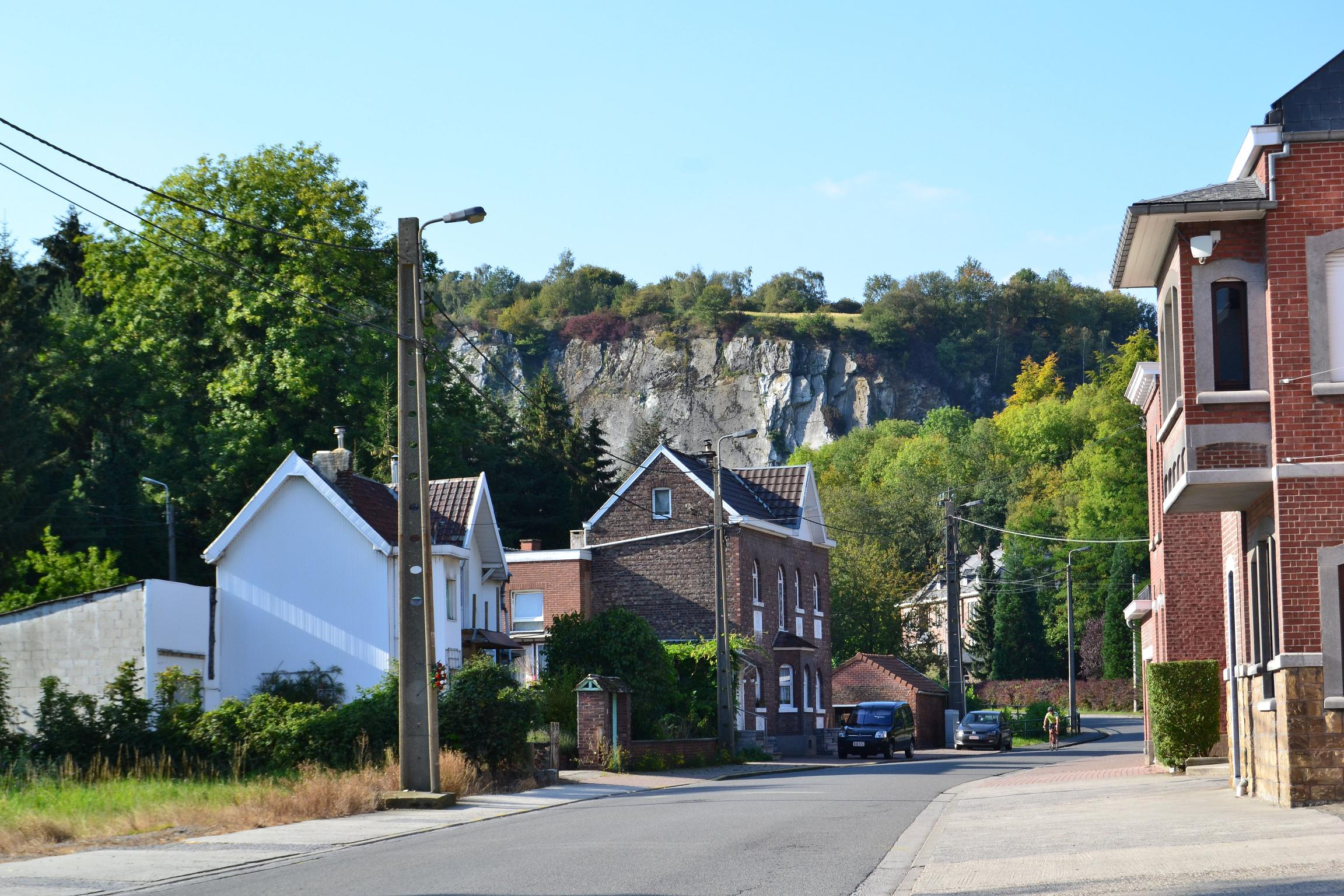
Vista de la cantera de Awirs. Las cuevas están a la derecha de la cantera.

Schmerling nombró las cuevas con Engis porque él accedió a ellas por el Plateau des Fragnes, el cual está en el Engis. Fue capaz de llegar a ellas deslizandose por una cuerda y resbalándose por la pendiente de la pared rocosa. Las cuevas están de hecho dentro de las fronteras de Awirs. En 1951, un grupo local "corrigió" el error de colocar una placa en la cueva más baja, identificándola como la Cueva de Schmerling.
Schmerling pensó que había encontrado los restos de tres personas en las cuevas. En las proximidades, también encontró herramientas diseñadas por humanos. Las herramientas y las tallas hechas de sílex le dirigieron a argumentar que habían sido obra de un hombre antediluviano, aunque los restos humanos no habían sido encontrados; Schmerling era así uno de los primeros en aceptar la existencia de un humano prehistórico. El cráneo del niño no fue identificado como neandertal hasta 1936.
Se levantó un monumento para Schmerling, que consistía en un busto en una base hecha de piedra, en el pie del cerro en 1989; fue movido a la plaza de ciudad de Awirs en 2001.

## Descripción

### Cueva superior

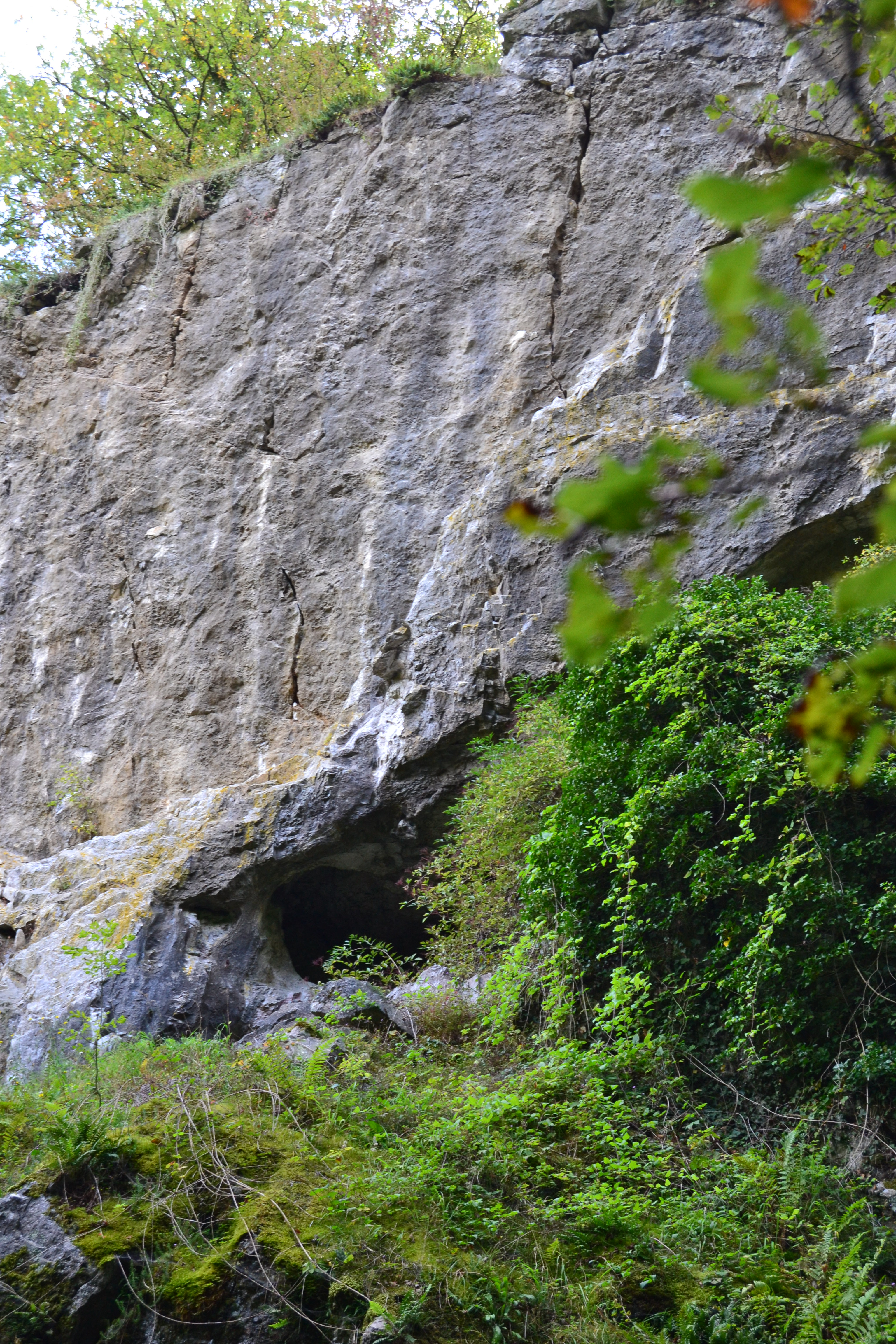
Cueva superior; encima, plateau des Fagnes de por la que Schmerling descendió

Las medidas de la cueva superior, la cual se abre hacia el norte, tiene 5m de ancho, 6m de alto, y 17m de profundidad, con una galería pequeña a la derecha. En su entrada, a 2m bajo tierra, Schmerling encontró:
- Un incisivo humano.
- Unas vértebras torácicas humanas.
- Un hueso de falange humano.
- Restos de osos, hienas, caballos, y rumiantes.
- Herramientas fabricadas con sílex.

### Cueva inferior

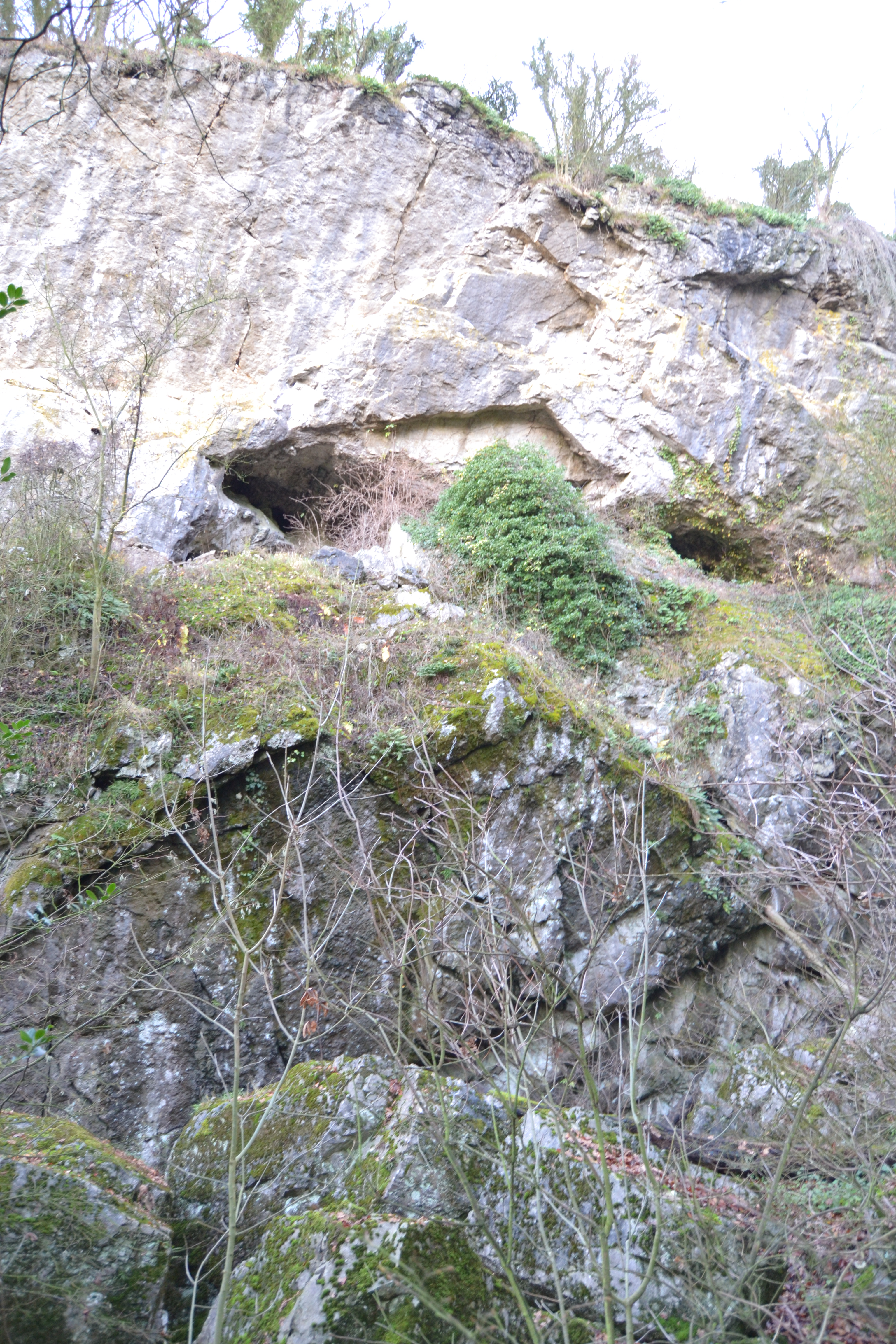
Cuevas superiores, y ruinas de la cueva inferior.

La cueva más baja era conocida como Trô Cwaheur. También se abre al norte pero desde entonces ha ido sufrido derrumbamientos en 1993 y 2006. En el momento de la exloración de Schmerling,  medía 4 m de ancho y 5m de alto. Una primera cámara tenía 12m de profundidad y la cueva continuaba más allá como una galería con tierra y huesos. A la izquierda de la entrada había otra galería  con estalactitas de 150cm de longitud. Otra galería ascendía a una segunda, y más pequeña, cámara qué estaba llena de huesos:
- Huesos de oso, hiena, rinoceronte; algunos enteros, algunos rotos y mostrando evidencia de haber sido movidos por agua.
- Un grande incisivo humano.
- Un hueso de mandíbula superior con dientes gastados.
- Dos vértebras.
- Una clavícula.
- Fragmentos de un hueso radial y un cúbito.
- Un metacarpo y un metatarso.
- Junto a restos animales, el cráneo de un Homo sapiens del Neolítico, un individuo más viejo con la falta de los huesos faciales; designado Engis 1.
- Un segundo cráneo qué fue hecho pedazos cuando lo tocaron. El examen de la mandíbula superior reveló que los molares adultos todavía no habían descendido: el individuo tendría 5 o 6 años en el momento de su muerte, y fue llamado Engis 2. También se encontraron dientes de leche, una clavícula, fragmentos de un radio, un cúbito, y vértebras, llevando al descubridor a pensar que había encontrado los restos de tres individuos diferentes. El cráneo está registrado como un tesoro nacional en la Lista de Propiedades Catalogadas de la Comunidad de Francia.

### Otros descubrimientos

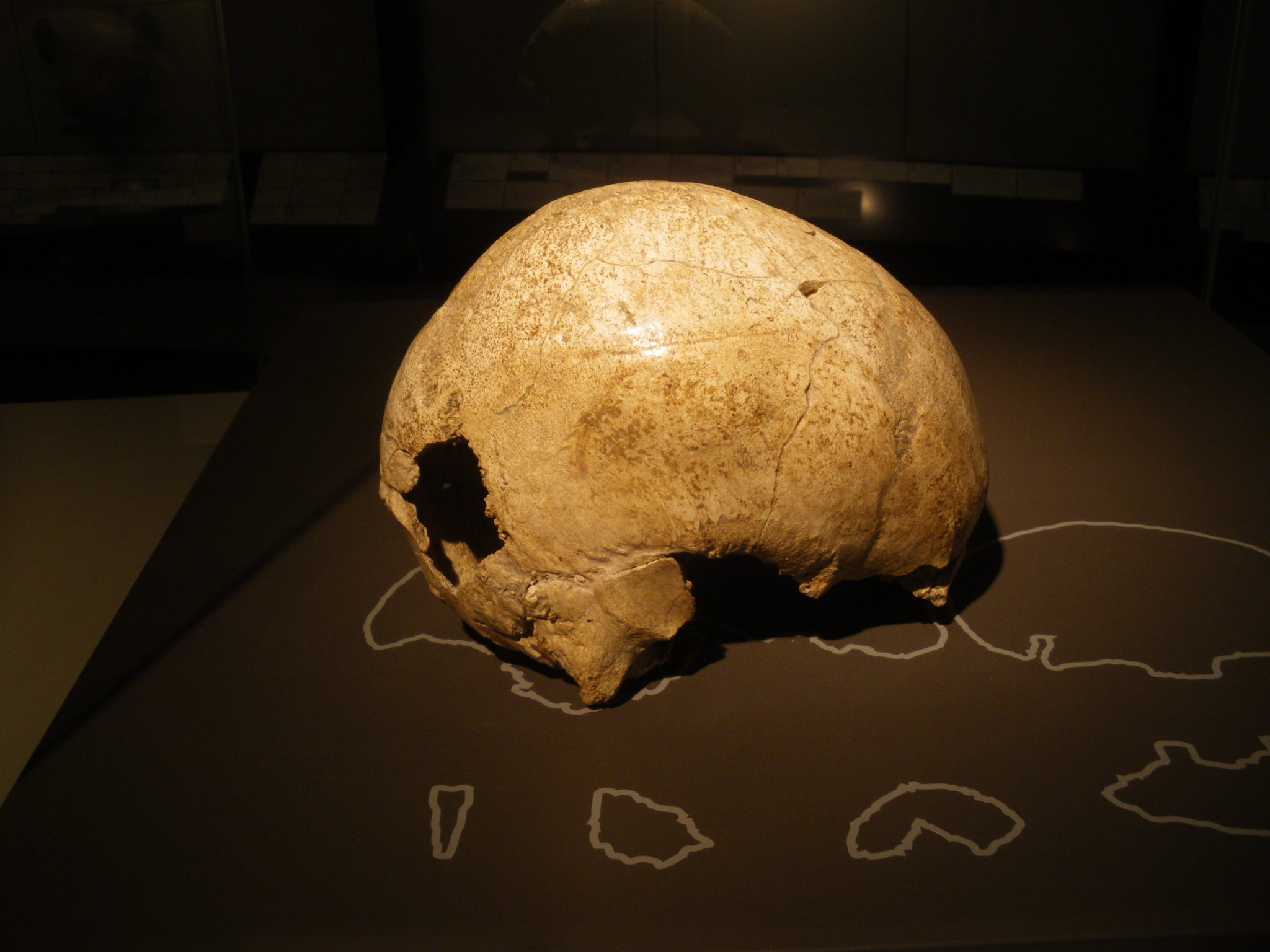
Engis 1, uno de dos cráneos encontrados por Schmerling, perteneciente a un Homo sapiens del Neolítico; colección del Curtius Museo.

Había una tercera cueva, al este, la cual fue destruida en la explotación de la cantera. Investigadores posteriores que exploraron el cerro encontraron dos cuevas más, una de ellas con dos esqueletos neolíticos.
En la cueva Engis fueron encontrados granos de trigo.